# Iio Tsuratatsu
Pour les articles homonymes, voir Iio.
Iio Tsuratatsu est un nom japonais traditionnel ; le nom de famille (ou le nom d'école), Iio, précède donc le prénom (ou le nom d'artiste).
Iio Tsuratatsu (飯尾 連竜, ?-11 janvier 1565) est un samouraï de l'époque Sengoku qui sert le clan Imagawa.